# كاسيو إف 91 دبليو
كاسيو إف 91 دبليو (بالإنجليزية: Casio F-91W)‏ هي ساعة رقمية تنتجها شركة الإلكترونيات اليابانية كاسيو. ظهرت لأول مرة عام 1989 كخليفة لساعة إف 87 دبليو (F-87W)، وهي مشهورة بسعرها المنخفض وعمر بطاريتها الطويل. اعتبارًا من عام 2011، بلغ الإنتاج السنوي للساعة 3 مليون نسخة. وقد دفع استخدامها الشائع إلى استعمالها في صناعة أجهزة توقيت العبوات الناسفة ما دفع المسؤولين الأمريكيين إلى النظر إليها على أنها "علامة على تنظيم القاعدة ".